# Фазоинвертор
Фазоинвертор (от фаза колебаний и инвертор. В просторечии — раструб) — устройство, преобразующее выходной сигнал в 2 сигнала, сдвинутых по фазе на 180°.

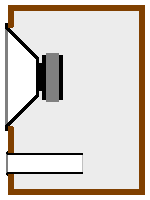
Схема устройства акустической системы с фазоинвертором

В акустике — порт (труба, щель и т. д.) в корпусе акустической системы, обеспечивающий расширение НЧ-диапазона за счёт резонанса этой трубы на частоте ниже воспроизводимой динамиком или иным источником колебаний.
В электронике выполняется на электронной лампе, транзисторе и операционном усилителе и других электронных приборах. Применяется, например, в радиотехнических устройствах, измерительной аппаратуре.
Сдвиг фазы в каскадах с общим катодом, с общим эмиттером составляет 180°. Каскады с общим анодом, с общим коллектором, с общей сеткой, с общей базой фазу входного сигнала не сдвигают.
Трансформатор при согласном включении первичной и вторичной обмоток сдвигает фазу приблизительно на 180°, при встречном включении обмоток сдвиг фазы составляет приблизительно 360°. Для получения противофазных сигналов используется трансформатор с заземлённым отводом от средней точки вторичной обмотки.
RC-цепочка сдвигает фазу приблизительно на 60° на частоте {\displaystyle f={\sqrt {3}}{\frac {1}{2\pi RC}}}, но при этом ослабляет сигнал в 4 раза. Три последовательных RC-цепочки сдвигают фазу приблизительно на 180°.
В СВЧ-технике — частный случай фазовращателей.